# Yoshiaki Harada
Yoshiaki Harada (原田 義昭, Harada Yoshiaki, né le 1er octobre 1944) est un homme politique japonais du Parti libéral-démocrate, membre de la Chambre des représentants à la Diète nationale (pouvoir législatif). Le 2 octobre 2018, il devient ministre de l'Environnement, jusqu'à son limogeage le 11 septembre 2019.

## Enfance et éducation
Né dans la préfecture de Fukuoka et diplômé de l'université de Tokyo, Harada a rejoint Nippon Steel en 1968 et le Ministère du Commerce International et de l'Industrie en 1970, année où il a également passé l'examen du barreau. Quand il était fonctionnaire, il a suivi des cours à la Fletcher School of Law and Diplomacy, à l'université Tufts aux États-Unis.

## Carrière politique
En 1990, il a été élu, comme indépendant, à la Chambre des représentants pour la première fois, après une tentative manquée en 1986. Après avoir perdu son siège de député en 1993, il a été réélu en 1996.
Harada a servi comme vice-ministre de l'éducation jusqu'en mai 2004, quand il a été forcé de démissionner après la révélation qu'il avait prétendu être diplômé de la Fletcher School, alors qu'il n'avait pas acquis assez de crédits pour le faire. Il a été remplacé à ce poste par Shin'ya Ono.
Le 2 octobre 2018, il est nommé ministre de l'Environnement. Mais il est limogé moins d'un an plus tard, le 11 septembre 2019, après avoir proposé de rejeter un million de mètres-cubes d'eau radioactive de Fukushima dans l'Océan Pacifique,.

## Révisionnisme historique
D’après Harada, il est impossible que les troupes japonaises aient commis le massacre de Nankin.

## Liens avec l’Église de l'unification
En juin 2023, Yoshiaki Harada prend la tête de l'association chargée du projet de tunnel entre le Japon et la Corée, une partie du programme de route de la paix promu par l’Église de l'Unification. Cela met en lumière ses liens anciens avec cette organisation religieuse et l'aide dont il a bénéficié de la part de ses membres lors d’élections.

## Vie privée
Harada est marié et il est père de trois filles. Il détient des rangs officiels en judo, en shōgi et en go.

## Honneurs et décorations
En novembre 2023, Yoshiaki Harada reçoit le Grand Cordon de l'Ordre du Soleil levant en reconnaissance de ses longues années passées au parlement et sa participation à d'importantes affaires d’État.